# Allée des Prés Bouillons
L'allée des Prés-Bouillons est une voie de circulation des jardins de Versailles, en France.

## Description
L'allée des Prés-Bouillons débute au nord-ouest carrefour de l'allée de Fontenay et de l'allée de Gally et se termine environ 380 m au sud-est sur l'allée de Choisy.